# Quatuor à cordes no 1 de Britten
Pour les articles homonymes, voir Quatuor à cordes no 1.

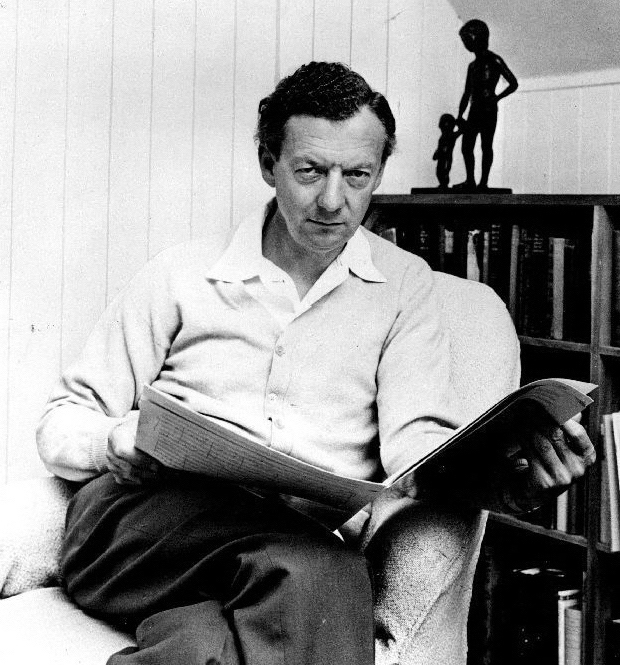
Benjamin Britten en 1968

Le Quatuor à cordes no 1 en ré majeur opus 25 est une œuvre de musique de chambre composée par  Benjamin Britten en 1941.

## Structure
1. Andante sostenuto - Allegro vivo - Andante - Allegro
2. Scherzo : Allegretto
3. Andante calmo
4. Finale

- Durée d'exécution : vingt-sept minutes.

## Source
- François-René Tranchefort (direction), Guide  de la Musique de Chambre, Paris, Fayard, coll. « Les indispensables de la musique », 1998 (1re éd. 1989), VIII-995 p. (ISBN 2-213-02403-0, OCLC 717306887, BNF 35064530), p. 194